# Kolana ligurina
Kolana ligurina is een vlinder uit de familie van de Lycaenidae. De wetenschappelijke naam van de soort werd als Thecla ligurina in 1874 gepubliceerd door William Chapman Hewitson.

## Synoniemen
- Thecla corolena Hewitson, 1874